# رستم أباد (جيلان)
رستم أباد (بالفارسية: رستم‌آباد) هي منطقة سكنية تقع في إيران في البلدة المركزية. يقدر عدد سكانها بـ 11,987 نسمة .